# Cigaretová špička

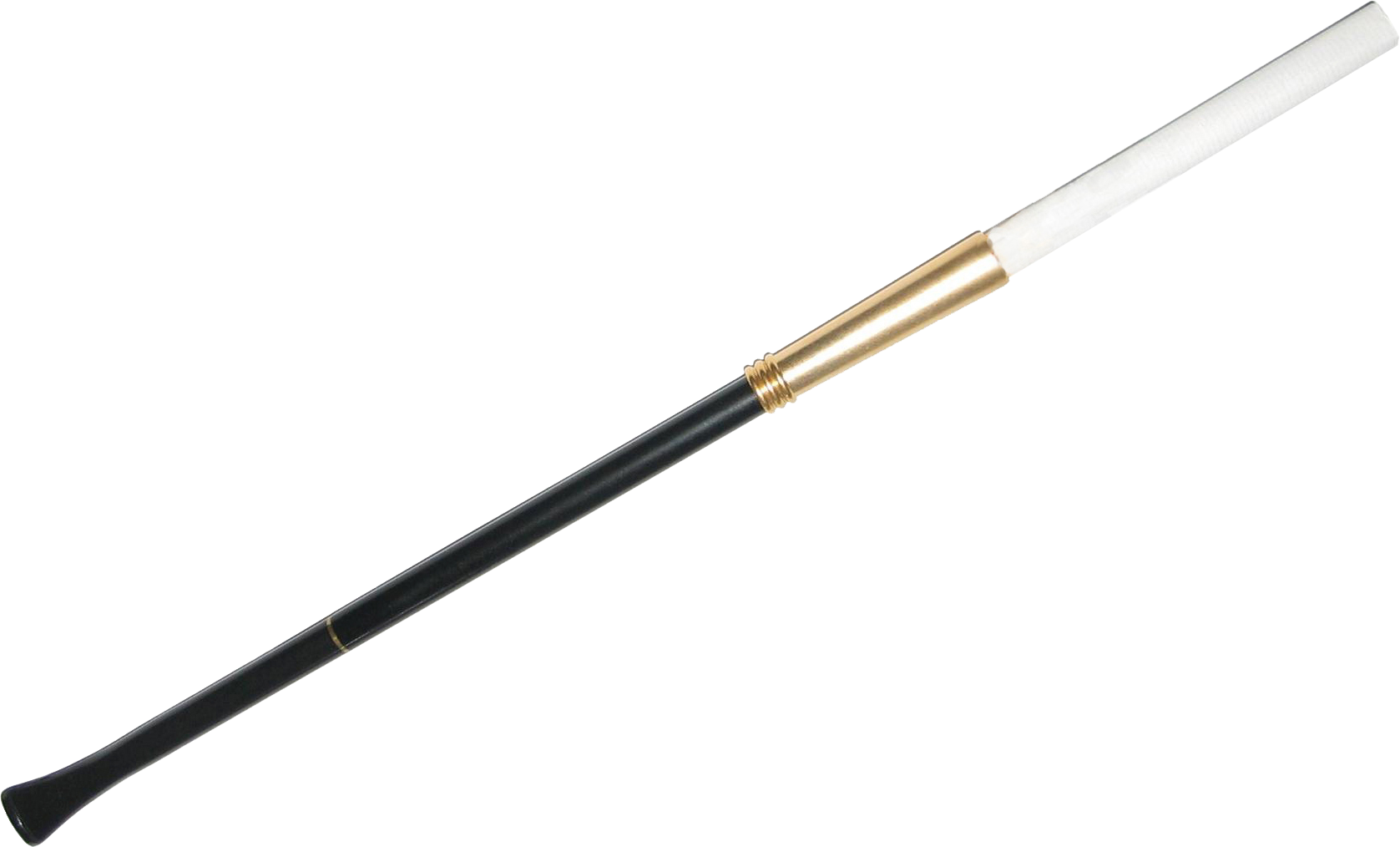
Cigaretová špička

Cigaretová špička je zařízení pro kouření cigaret bez dotyku samotné cigarety a úst. Má podobu štíhlé rourky, jedna, většinou užší strana se vkládá do úst, do druhé, tlustší strany se vloží zapálená cigareta. Vyrábí se většinou ze dřeva, plastu, skla nebo porcelánu.